# Premier district congressionnel de Rhode Island
Le 1er district congressionnel du Rhode Island est un district de l'État américain du Rhode Island. Il comprend la totalité des comtés de Bristol et de Newport, ainsi que des parties du comté de Providence, y compris la majeure partie de la ville de Providence.
Le district a été rendu vacant en 2023 par la démission du démocrate David Cicilline, qui a servi de 2011 à 2023. Il a été remplacé par le démocrate Gabe Amo, ancien assistant de Biden à la Maison Blanche et première personne noire à représenter le Rhode Island en tant que Représentant au Congrès.

## Composition
Comté de Bristol : Barrington, Bristol et Warren
Comté de Newport : Jamestown, Little Compton, Middletwon, Newport, Portsmouth et Tiverton
Comté de Providence : Central Falls, Cumberland, East Providence, Lincoln, North Providence, North Smithfield, Pawtucket, Providence (en partie), Smithfield et Woonsocket

### Affiliations politiques
| Affiliations politiques au 1er novembre 2012 | Affiliations politiques au 1er novembre 2012 | Affiliations politiques au 1er novembre 2012 | Affiliations politiques au 1er novembre 2012 | Affiliations politiques au 1er novembre 2012 | Affiliations politiques au 1er novembre 2012 |
| Parti                                        | Parti                                        | Votants actifs                               | Votants inactifs                             | Total                                        | %                                            |
| -------------------------------------------- | -------------------------------------------- | -------------------------------------------- | -------------------------------------------- | -------------------------------------------- | -------------------------------------------- |
|                                              | Démocrate                                    | 156 784                                      | 11 392                                       | 168 176                                      | 40,39                                        |
|                                              | Républicain                                  | 71 932                                       | 3 348                                        | 75 280                                       | 18,08                                        |
|                                              | Non-affiliés                                 | 161 327                                      | 11 299                                       | 172 626                                      | 41,46                                        |
|                                              | Partis mineurs                               | 301                                          | 29                                           | 330                                          | 0,07                                         |
| Total                                        | Total                                        | 390 334                                      | 26 068                                       | 416 412                                      | 100 %                                        |

## Historique de vote
| Année | Poste     | Résultats               |
| ----- | --------- | ----------------------- |
| 2000  | Président | Gore 62,0 % - 37,0 %    |
| 2004  | Président | Kerry 62,0 % - 37,0 %   |
| 2008  | Président | Obama 65,0 % - 33,0 %   |
| 2012  | Président | Obama 66,0 % - 32,0 %   |
| 2016  | Président | Clinton 61,0 % - 35,0 % |
| 2020  | Président | Biden 63,0 % - 34,0 %   |

## Liste des Représentants du district
| Membre                         | Parti              | Années                           | Congrès     | Histoire électorale | Zone géographique                                       |
| ------------------------------ | ------------------ | -------------------------------- | ----------- | --- | ------------------------------------------------------- |
| District établi le 4 mars 1843 |                    |                                  |             | |                                                         |
| Henry Y. Cranston (en)         | Law and Order (en) | 4 mars 1843 - 3 mars 1845        | 28e , 29e   | Élu en 1843. Réélu en 1845. Retrait. | 1843–1863                                               |
| Henry Y. Cranston (en)         | Whig               | 4 mars 1845 - 3 mars 1847        | 28e , 29e   | Élu en 1843. Réélu en 1845. Retrait. | 1843–1863                                               |
| Robert B. Cranston (en)        | Whig               | 4 mars 1847 - 3 mars 1849        | 30e         | Élu en 1847. Retrait. | 1843–1863                                               |
| George Gordon King             | Whig               | 4 mars 1849 - 3 mars 1853        | 31e , 32e   | Élu en 1849. Réélu en 1851. Perd sa réélection. | 1843–1863                                               |
| Thomas Davis (en)              | Démocrate          | 4 mars 1853 - 3 mars 1855        | 33e         | Élu en 1853. Perd sa réélection. | 1843–1863                                               |
| Nathan B. Durfee (en)          | Know Nothing       | 4 mars 1855 - 3 mars 1857        | 34e , 35e   | Élu en 1855. Réélu en 1857. Retrait. | 1843–1863                                               |
| Nathan B. Durfee (en)          | Républicain        | 4 mars 1857 - 3 mars 1859        | 34e , 35e   | Élu en 1855. Réélu en 1857. Retrait. | 1843–1863                                               |
| Christopher Robinson (en)      | Républicain        | 4 mars 1859 - 3 mars 1861        | 36e         | Élu en 1859. Perd sa réélection. | 1843–1863                                               |
| William Paine Sheffield (en)   | Unioniste          | 4 mars 1861 - 3 mars 1863        | 37e         | Élu en 1861. Retrait. | 1843–1863                                               |
| Thomas Jenckes (en)            | Républicain        | 4 mars 1863 - 3 mars 1871        | 38e - 41e   | Élu en 1863 Réélu en 1865. Réélu en 1867. Réélu en 1868. Perd sa réélection. | 1863–1875                                               |
| Benjamin T. Eames (en)         | Républicain        | 4 mars 1871 - 3 mars 1879        | 42e - 45e   | Élu en 1870. Réélu en 1872. Réélu en 1874. Réélu en 1876. Retrait. | 1863–1875                                               |
| Benjamin T. Eames (en)         | Républicain        | 4 mars 1871 - 3 mars 1879        | 42e - 45e   | Élu en 1870. Réélu en 1872. Réélu en 1874. Réélu en 1876. Retrait. | 1875–1883                                               |
| Nelson W. Aldrich              | Républicain        | 4 mars 1879 - 4 octobre 1881     | 46e         | Élu en 1878. Réélu en 1880. Démissionne lorsqu'élu Sénateur des États-Unis. |                                                         |
| Vacant                         | Vacant             | 4 octobre 1881 - 5 décembre 1881 | 46e         | |                                                         |
| Henry J. Spooner (en)          | Républicain        | 5 décembre 1881 - 3 mars 1891    | 46e - 51e   | Élu pour terminer le mandat de Aldrich. Réélu en 1882. Réélu en 1884. Réélu en 1886. Réélu en 1888. Perd sa réélection. |                                                         |
| Henry J. Spooner (en)          | Républicain        | 5 décembre 1881 - 3 mars 1891    | 46e - 51e   | Élu pour terminer le mandat de Aldrich. Réélu en 1882. Réélu en 1884. Réélu en 1886. Réélu en 1888. Perd sa réélection. | 1883–1913                                               |
| Oscar Lapham (en)              | Démocrate          | 4 mars 1891 - 3 mars 1895        | 52e , 53e   | Élu en 1890. Réélu en 1892. Perd sa réélection. |                                                         |
| Melville Bull (en)             | Républicain        | 5 mars 1895 - 3 mars 1903        | 54e - 57e   | Élu en 1894. Réélu en 1896. Réélu en 1898. Réélu en 1900. Perd sa réélection. |                                                         |
| Daniel L. D. Granger (en)      | Démocrate          | 4 mars 1903 - 14 février 1909    | 58e - 60e   | Élu en 1902. Réélu en 1904. Réélu en 1906. Perd sa réélection et décède. |                                                         |
| Vacant                         | Vacant             | 14 février 1909 - 3 mars 1909    | 60e         | |                                                         |
| William Paine Sheffield (en)   | Républicain        | 4 mars 1909 - 3 mars 1911        | 61e         | Élu en 1908. Perd sa réélection. |                                                         |
| George F. O'Shaunessy (en)     | Démocrate          | 4 mars 1911 - 3 mars 1919        | 62e - 65e   | Élu en 1910. Réélu en 1912. Réélu en 1914. Réélu en 1916. Perd sa réélection. |                                                         |
| George F. O'Shaunessy (en)     | Démocrate          | 4 mars 1911 - 3 mars 1919        | 62e - 65e   | Élu en 1910. Réélu en 1912. Réélu en 1914. Réélu en 1916. Perd sa réélection. | 1913–1931                                               |
| Clark Burdick (en)             | Républicain        | 4 mars 1919 - 3 mars 1933        | 66e - 72e   | Élu en 1918. Réélu en 1920. Réélu en 1922. Réélu en 1924. Réélu en 1926. Réélu en 1928. Réélu en 1930. Perd sa réélection. |                                                         |
| Clark Burdick (en)             | Républicain        | 4 mars 1919 - 3 mars 1933        | 66e - 72e   | Élu en 1918. Réélu en 1920. Réélu en 1922. Réélu en 1924. Réélu en 1926. Réélu en 1928. Réélu en 1930. Perd sa réélection. | 1931–1933                                               |
| Francis Condon (en)            | Démocrate          | 4 mars 1933 - 10 janvier 1935    | 73e         | Redécoupage depuis le 3e district et réélu en 1932. Réélu en 1934. Démissionne pour rejoindre la Cour Suprême du Rhode Island. | 1933–1965                                               |
| Vacant                         | Vacant             | 10 janvier 1935 - 6 août 1935    | 73e , 74e   | | 1933–1965                                               |
| Charles Risk (en)              | Républicain        | 6 août 1935 - 3 janvier 1937     | 74e         | Élu pour terminer le mandat de Condon. Perd sa réélection. | 1933–1965                                               |
| Aime Forand (en)               | Démocrate          | 3 janvier 1937 - 3 janvier 1939  | 75e         | Élu en 1936. Perd sa réélection. | 1933–1965                                               |
| Charles Risk (en)              | Républicain        | 3 janvier 1939 - 3 janvier 1941  | 76e         | Élu en 1938. Perd sa réélection. | 1933–1965                                               |
| Aime Forand (en)               | Démocrate          | 3 janvier 1941 - 3 janvier 1961  | 77e - 86e   | Élu en 1940. Réélu en 1942. Réélu en 1944. Réélu en 1946. Réélu en 1948. Réélu en 1950. Réélu en 1952. Réélu en 1954. Réélu en 1956. Réélu en 1958. Retrait.                                                                        | 1933–1965                                               |
| Fernand St. Germain (en)       | Démocrate          | 3 janvier 1961 - 3 janvier 1989  | 87e - 100e  | Élu en 1960. Réélu en 1962. Réélu en 1964. Réélu en 1966. Réélu en 1968. Réélu en 1970. Réélu en 1972. Réélu en 1974. Réélu en 1976. Réélu en 1978. Réélu en 1980. Réélu en 1982. Réélu en 1984. Réélu en 1986. Perd sa réélection. | 1933–1965                                               |
| Fernand St. Germain (en)       | Démocrate          | 3 janvier 1961 - 3 janvier 1989  | 87e - 100e  | Élu en 1960. Réélu en 1962. Réélu en 1964. Réélu en 1966. Réélu en 1968. Réélu en 1970. Réélu en 1972. Réélu en 1974. Réélu en 1976. Réélu en 1978. Réélu en 1980. Réélu en 1982. Réélu en 1984. Réélu en 1986. Perd sa réélection. | 1965–1973                                               |
| Fernand St. Germain (en)       | Démocrate          | 3 janvier 1961 - 3 janvier 1989  | 87e - 100e  | Élu en 1960. Réélu en 1962. Réélu en 1964. Réélu en 1966. Réélu en 1968. Réélu en 1970. Réélu en 1972. Réélu en 1974. Réélu en 1976. Réélu en 1978. Réélu en 1980. Réélu en 1982. Réélu en 1984. Réélu en 1986. Perd sa réélection. | 1973–1983                                               |
| Fernand St. Germain (en)       | Démocrate          | 3 janvier 1961 - 3 janvier 1989  | 87e - 100e  | Élu en 1960. Réélu en 1962. Réélu en 1964. Réélu en 1966. Réélu en 1968. Réélu en 1970. Réélu en 1972. Réélu en 1974. Réélu en 1976. Réélu en 1978. Réélu en 1980. Réélu en 1982. Réélu en 1984. Réélu en 1986. Perd sa réélection. | 1983–1993 Bristol et Newport ; parties de Providence    |
| Ronald Machtley (en)           | Républicain        | 3 janvier 1989 - 3 janvier 1995  | 101e - 103e | Élu en 1988. Réélu en 1990. Réélu en 1992. Retrait pour se présenter comme Gouverneur du Rhode Island. |                                                         |
| Ronald Machtley (en)           | Républicain        | 3 janvier 1989 - 3 janvier 1995  | 101e - 103e | Élu en 1988. Réélu en 1990. Réélu en 1992. Retrait pour se présenter comme Gouverneur du Rhode Island. | 1993–2003 Bristol et Newport ; parties de Providence    |
| Patrick J. Kennedy             | Démocrate          | 3 janvier 1995 - 3 janvier 2011  | 104e - 111e | Élu en 1994. Réélu en 1996. Réélu en 1998. Réélu en 2000. Réélu en 2002. Réélu en 2004. Réélu en 2006. Réélu en 2008. Retrait. |                                                         |
| Patrick J. Kennedy             | Démocrate          | 3 janvier 1995 - 3 janvier 2011  | 104e - 111e | Élu en 1994. Réélu en 1996. Réélu en 1998. Réélu en 2000. Réélu en 2002. Réélu en 2004. Réélu en 2006. Réélu en 2008. Retrait. | 2003–2013 Bristol et Newport ; parties de Providence    |
| David Cicilline                | Démocrate          | 3 janvier 2011 - 31 mai 2023     | 112e - 118e | Élu en 2010. Réélu en 2012. Réélu en 2014. Réélu en 2016. Réélu en 2018. Réélu en 2020. Réélu en 2022. Démissionne. |                                                         |
| David Cicilline                | Démocrate          | 3 janvier 2011 - 31 mai 2023     | 112e - 118e | Élu en 2010. Réélu en 2012. Réélu en 2014. Réélu en 2016. Réélu en 2018. Réélu en 2020. Réélu en 2022. Démissionne. | 2013–2023 Bristol et Newport ; parties de Providence    |
| David Cicilline                | Démocrate          | 3 janvier 2011 - 31 mai 2023     | 112e - 118e | Élu en 2010. Réélu en 2012. Réélu en 2014. Réélu en 2016. Réélu en 2018. Réélu en 2020. Réélu en 2022. Démissionne. | 2023–Présent Bristol et Newport ; parties de Providence |
| Vacant                         | Vacant             | 31 mai 2023 - 13 novembre 2023   | 118e        | |                                                         |
| Gabe Amo                       | Démocrate          | 13 novembre 2023 - Présent       | 118e        | Élu pour terminer le mandat de Cicilline. |                                                         |

## Résultats des récentes élections
Voici les résultats des dix précédents cycles électoraux dans le district.

## Frontières historiques du district

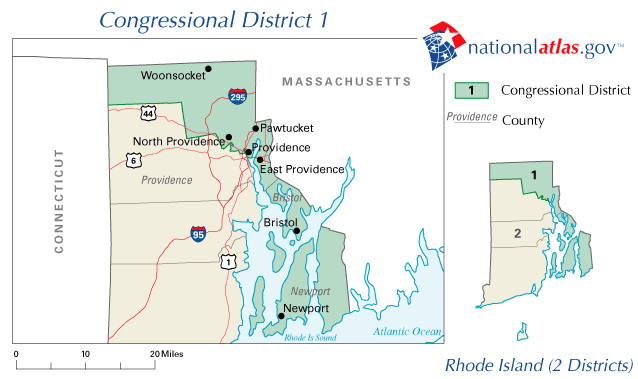
2003 - 2013

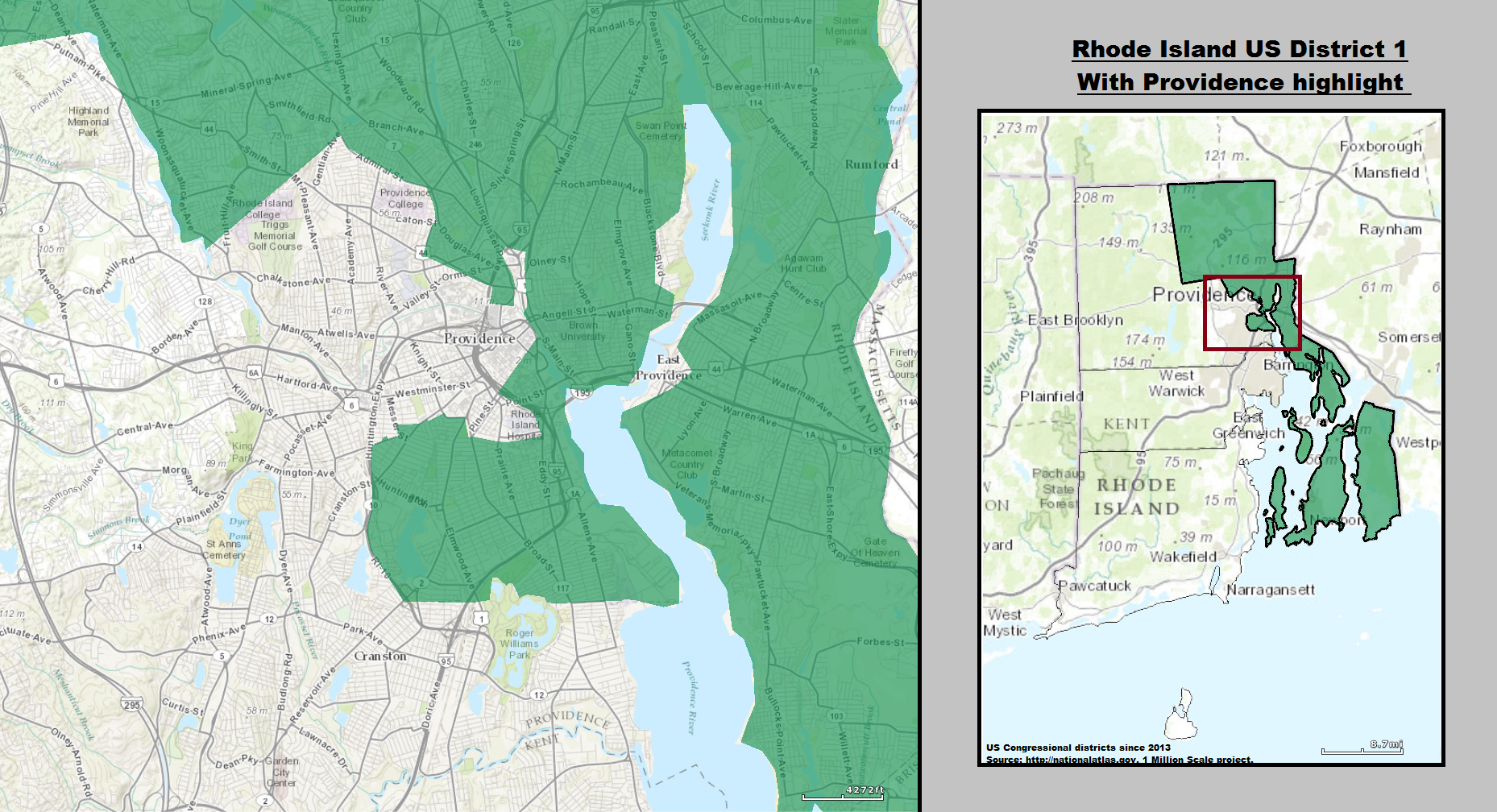
2013 - 2023

### 2004
| Élection de 2004 du 1er district congressionnel du Rhode Island | Élection de 2004 du 1er district congressionnel du Rhode Island | Élection de 2004 du 1er district congressionnel du Rhode Island | Élection de 2004 du 1er district congressionnel du Rhode Island | Élection de 2004 du 1er district congressionnel du Rhode Island |
| --------------------------------------------------------------- | --------------------------------------------------------------- | --------------------------------------------------------------- | --------------------------------------------------------------- | --------------------------------------------------------------- |
| Parti                                                           | Parti                                                           | Candidat                                                        | Votes                                                           | %                                                               |
|                                                                 | Démocrate                                                       | Patrick J. Kennedy (sortant)                                    | 124 923                                                         | 64,1                                                            |
|                                                                 | Républicain                                                     | David W. Rogers                                                 | 69 819                                                          | 35,8                                                            |
|                                                                 | Write-In                                                        | Write-In                                                        | 268                                                             | 0,1                                                             |
| Total des votes                                                 | Total des votes                                                 | Total des votes                                                 | 195 010                                                         | 100 %                                                           |
|                                                                 | Les Démocrates conservent                                       |                                                                 |                                                                 |                                                                 |

### 2006
| Élection de 2006 du 1er district congressionnel du Rhode Island | Élection de 2006 du 1er district congressionnel du Rhode Island | Élection de 2006 du 1er district congressionnel du Rhode Island | Élection de 2006 du 1er district congressionnel du Rhode Island | Élection de 2006 du 1er district congressionnel du Rhode Island |
| --------------------------------------------------------------- | --------------------------------------------------------------- | --------------------------------------------------------------- | --------------------------------------------------------------- | --------------------------------------------------------------- |
| Parti                                                           | Parti                                                           | Candidat                                                        | Votes                                                           | %                                                               |
|                                                                 | Démocrate                                                       | Patrick J. Kennedy (sortant)                                    | 124 634                                                         | 69,20                                                           |
|                                                                 | Républicain                                                     | Jonathan Scott                                                  | 41 836                                                          | 23,23                                                           |
|                                                                 | Indépendant                                                     | Kenneth Capalbo                                                 | 13 634                                                          | 7,57                                                            |
| Total des votes                                                 | Total des votes                                                 | Total des votes                                                 | 180 104                                                         | 100 %                                                           |
|                                                                 | Les Démocrates conservent                                       |                                                                 |                                                                 |                                                                 |

### 2008
| Élection de 2008 du 1er district congressionnel du Rhode Island | Élection de 2008 du 1er district congressionnel du Rhode Island | Élection de 2008 du 1er district congressionnel du Rhode Island | Élection de 2008 du 1er district congressionnel du Rhode Island | Élection de 2008 du 1er district congressionnel du Rhode Island |
| --------------------------------------------------------------- | --------------------------------------------------------------- | --------------------------------------------------------------- | --------------------------------------------------------------- | --------------------------------------------------------------- |
| Parti                                                           | Parti                                                           | Candidat                                                        | Votes                                                           | %                                                               |
|                                                                 | Démocrate                                                       | Patrick J. Kennedy (sortant)                                    | 145 254                                                         | 68,52                                                           |
|                                                                 | Républicain                                                     | Jonathan Scott                                                  | 51 340                                                          | 24,22                                                           |
|                                                                 | Indépendant                                                     | Kenneth Capalbo                                                 | 15 108                                                          | 7,13                                                            |
|                                                                 | Write-In                                                        | Write-In                                                        | 296                                                             | 0,14                                                            |
| Total des votes                                                 | Total des votes                                                 | Total des votes                                                 | 211 998                                                         | 100 %                                                           |
|                                                                 | Les Démocrates conservent                                       |                                                                 |                                                                 |                                                                 |

### 2010
| Élection de 2010 du 1er district congressionnel du Rhode Island | Élection de 2010 du 1er district congressionnel du Rhode Island | Élection de 2010 du 1er district congressionnel du Rhode Island | Élection de 2010 du 1er district congressionnel du Rhode Island | Élection de 2010 du 1er district congressionnel du Rhode Island |
| --------------------------------------------------------------- | --------------------------------------------------------------- | --------------------------------------------------------------- | --------------------------------------------------------------- | --------------------------------------------------------------- |
| Parti                                                           | Parti                                                           | Candidat                                                        | Votes                                                           | %                                                               |
|                                                                 | Démocrate                                                       | David Cicilline                                                 | 81 268                                                          | 50,54                                                           |
|                                                                 | Républicain                                                     | John Loughlin                                                   | 71 542                                                          | 44,49                                                           |
|                                                                 | Indépendant                                                     | Kenneth Capalbo                                                 | 6 424                                                           | 3,99                                                            |
|                                                                 | Indépendant                                                     | Gregory Raposa                                                  | 1 334                                                           | 1,13                                                            |
|                                                                 | Write-In                                                        | Write-In                                                        | 245                                                             | 0,15                                                            |
| Total des votes                                                 | Total des votes                                                 | Total des votes                                                 | 160 814                                                         | 100 %                                                           |
|                                                                 | Les Démocrates conservent                                       |                                                                 |                                                                 |                                                                 |

### 2012
| Élection de 2012 du 1er district congressionnel du Rhode Island | Élection de 2012 du 1er district congressionnel du Rhode Island | Élection de 2012 du 1er district congressionnel du Rhode Island | Élection de 2012 du 1er district congressionnel du Rhode Island | Élection de 2012 du 1er district congressionnel du Rhode Island |
| --------------------------------------------------------------- | --------------------------------------------------------------- | --------------------------------------------------------------- | --------------------------------------------------------------- | --------------------------------------------------------------- |
| Parti                                                           | Parti                                                           | Candidat                                                        | Votes                                                           | %                                                               |
|                                                                 | Démocrate                                                       | David Cicilline (sortant)                                       | 108 612                                                         | 52,95                                                           |
|                                                                 | Républicain                                                     | Brendan Doherty                                                 | 83 737                                                          | 40,82                                                           |
|                                                                 | Indépendant                                                     | David Vogel                                                     | 12 504                                                          | 6,10                                                            |
|                                                                 | Write-In                                                        | Write-In                                                        | 262                                                             | 0,13                                                            |
| Total des votes                                                 | Total des votes                                                 | Total des votes                                                 | 205 115                                                         | 100 %                                                           |
|                                                                 | Les Démocrates conservent                                       |                                                                 |                                                                 |                                                                 |

### 2014
| Élection de 2014 du 1er district congressionnel du Rhode Island | Élection de 2014 du 1er district congressionnel du Rhode Island | Élection de 2014 du 1er district congressionnel du Rhode Island | Élection de 2014 du 1er district congressionnel du Rhode Island | Élection de 2014 du 1er district congressionnel du Rhode Island |
| --------------------------------------------------------------- | --------------------------------------------------------------- | --------------------------------------------------------------- | --------------------------------------------------------------- | --------------------------------------------------------------- |
| Parti                                                           | Parti                                                           | Candidat                                                        | Votes                                                           | %                                                               |
|                                                                 | Démocrate                                                       | David Cicilline (sortant)                                       | 87 060                                                          | 59,5                                                            |
|                                                                 | Républicain                                                     | Cormick Lynch                                                   | 58 877                                                          | 40,2                                                            |
|                                                                 | Write-In                                                        | Write-In                                                        | 416                                                             | 0,3                                                             |
| Total des votes                                                 | Total des votes                                                 | Total des votes                                                 | 146 353                                                         | 100 %                                                           |
|                                                                 | Les Démocrates conservent                                       |                                                                 |                                                                 |                                                                 |

### 2016
| Élection de 2016 du 1er district congressionnel du Rhode Island | Élection de 2016 du 1er district congressionnel du Rhode Island | Élection de 2016 du 1er district congressionnel du Rhode Island | Élection de 2016 du 1er district congressionnel du Rhode Island | Élection de 2016 du 1er district congressionnel du Rhode Island |
| --------------------------------------------------------------- | --------------------------------------------------------------- | --------------------------------------------------------------- | --------------------------------------------------------------- | --------------------------------------------------------------- |
| Parti                                                           | Parti                                                           | Candidat                                                        | Votes                                                           | %                                                               |
|                                                                 | Démocrate                                                       | David Cicilline (sortant)                                       | 130 540                                                         | 64,5                                                            |
|                                                                 | Républicain                                                     | Harold Russell Taub                                             | 71 023                                                          | 35,1                                                            |
|                                                                 | Write-In                                                        | Write-In                                                        | 814                                                             | 0,4                                                             |
| Total des votes                                                 | Total des votes                                                 | Total des votes                                                 | 202 371                                                         | 100 %                                                           |
|                                                                 | Les Démocrates conservent                                       |                                                                 |                                                                 |                                                                 |

### 2018
| Élection de 2018 du 1er district congressionnel du Rhode Island | Élection de 2018 du 1er district congressionnel du Rhode Island | Élection de 2018 du 1er district congressionnel du Rhode Island | Élection de 2018 du 1er district congressionnel du Rhode Island | Élection de 2018 du 1er district congressionnel du Rhode Island |
| --------------------------------------------------------------- | --------------------------------------------------------------- | --------------------------------------------------------------- | --------------------------------------------------------------- | --------------------------------------------------------------- |
| Parti                                                           | Parti                                                           | Candidat                                                        | Votes                                                           | %                                                               |
|                                                                 | Démocrate                                                       | David Cicilline (sortant)                                       | 116 099                                                         | 66,7                                                            |
|                                                                 | Républicain                                                     | Patrick Donovan                                                 | 57 567                                                          | 33,1                                                            |
|                                                                 | Write-In                                                        | Write-In                                                        | 417                                                             | 0,2                                                             |
| Total des votes                                                 | Total des votes                                                 | Total des votes                                                 | 174 083                                                         | 100 %                                                           |
|                                                                 | Les Démocrates conservent                                       |                                                                 |                                                                 |                                                                 |

### 2020
| Élection de 2020 du 1er district congressionnel du Rhode Island | Élection de 2020 du 1er district congressionnel du Rhode Island | Élection de 2020 du 1er district congressionnel du Rhode Island | Élection de 2020 du 1er district congressionnel du Rhode Island | Élection de 2020 du 1er district congressionnel du Rhode Island |
| --------------------------------------------------------------- | --------------------------------------------------------------- | --------------------------------------------------------------- | --------------------------------------------------------------- | --------------------------------------------------------------- |
| Parti                                                           | Parti                                                           | Candidat                                                        | Votes                                                           | %                                                               |
|                                                                 | Démocrate                                                       | David Cicilline (sortant)                                       | 158 550                                                         | 70,8                                                            |
|                                                                 | Indépendant                                                     | Jeffrey Lemire                                                  | 35 457                                                          | 15,8                                                            |
|                                                                 | Indépendant                                                     | Frederick Wysocki                                               | 28 300                                                          | 12,6                                                            |
|                                                                 | Write-In                                                        | Write-In                                                        | 1 553                                                           | 0,7                                                             |
| Total des votes                                                 | Total des votes                                                 | Total des votes                                                 | 223 860                                                         | 100 %                                                           |
|                                                                 | Les Démocrates conservent                                       |                                                                 |                                                                 |                                                                 |

### 2022
| Élection de 2022 du 1er district congressionnel du Rhode Island | Élection de 2022 du 1er district congressionnel du Rhode Island | Élection de 2022 du 1er district congressionnel du Rhode Island | Élection de 2022 du 1er district congressionnel du Rhode Island | Élection de 2022 du 1er district congressionnel du Rhode Island |
| --------------------------------------------------------------- | --------------------------------------------------------------- | --------------------------------------------------------------- | --------------------------------------------------------------- | --------------------------------------------------------------- |
| Parti                                                           | Parti                                                           | Candidat                                                        | Votes                                                           | %                                                               |
|                                                                 | Démocrate                                                       | David Cicilline (sortant)                                       | 99 802                                                          | 64,0                                                            |
|                                                                 | Républicain                                                     | Allen Waters                                                    | 55 909                                                          | 35,8                                                            |
|                                                                 | Write-In                                                        | Write-In                                                        | 361                                                             | 0,2                                                             |
| Total des votes                                                 | Total des votes                                                 | Total des votes                                                 | 155 711                                                         | 100 %                                                           |
|                                                                 | Les Démocrates conservent                                       |                                                                 |                                                                 |                                                                 |

### 2023 (Spéciale)
| Élection spéciale de 2023 du 1er district congressionnel du Rhode Island | Élection spéciale de 2023 du 1er district congressionnel du Rhode Island | Élection spéciale de 2023 du 1er district congressionnel du Rhode Island | Élection spéciale de 2023 du 1er district congressionnel du Rhode Island | Élection spéciale de 2023 du 1er district congressionnel du Rhode Island |
| ------------------------------------------------------------------------ | ------------------------------------------------------------------------ | ------------------------------------------------------------------------ | ------------------------------------------------------------------------ | ------------------------------------------------------------------------ |
| Parti                                                                    | Parti                                                                    | Candidat                                                                 | Votes                                                                    | %                                                                        |
|                                                                          | Démocrate                                                                | Gabe Amo                                                                 | 43 290                                                                   | 64,9                                                                     |
|                                                                          | Républicain                                                              | Gerry Leonard                                                            | 23 393                                                                   | 35,1                                                                     |
| Total des votes                                                          | Total des votes                                                          | Total des votes                                                          | 66 683                                                                   | 100 %                                                                    |
|                                                                          | Les Démocrates conservent                                                |                                                                          |                                                                          |                                                                          |

### 2024
| Primaire démocrate de 2024 du 1er district congressionnel du Rhode Island | Primaire démocrate de 2024 du 1er district congressionnel du Rhode Island | Primaire démocrate de 2024 du 1er district congressionnel du Rhode Island | Primaire démocrate de 2024 du 1er district congressionnel du Rhode Island | Primaire démocrate de 2024 du 1er district congressionnel du Rhode Island |
| ------------------------------------------------------------------------- | ------------------------------------------------------------------------- | ------------------------------------------------------------------------- | ------------------------------------------------------------------------- | ------------------------------------------------------------------------- |
| Parti                                                                     | Parti                                                                     | Candidat                                                                  | Votes                                                                     | %                                                                         |
|                                                                           | Démocrate                                                                 | Gabe Amo (sortant)                                                        | 26 696                                                                    | 100 %                                                                     |

| Primaire républicaine de 2024 du 1er district congressionnel du Rhode Island | Primaire républicaine de 2024 du 1er district congressionnel du Rhode Island | Primaire républicaine de 2024 du 1er district congressionnel du Rhode Island | Primaire républicaine de 2024 du 1er district congressionnel du Rhode Island | Primaire républicaine de 2024 du 1er district congressionnel du Rhode Island |
| ---------------------------------------------------------------------------- | ---------------------------------------------------------------------------- | ---------------------------------------------------------------------------- | ---------------------------------------------------------------------------- | ---------------------------------------------------------------------------- |
| Parti                                                                        | Parti                                                                        | Candidat                                                                     | Votes                                                                        | %                                                                            |
|                                                                              | Républicain                                                                  | Allen Waters                                                                 | 5033                                                                         | 100 %                                                                        |

| Élection de 2024 du 1er district congressionnel du Rhode Island | Élection de 2024 du 1er district congressionnel du Rhode Island | Élection de 2024 du 1er district congressionnel du Rhode Island | Élection de 2024 du 1er district congressionnel du Rhode Island | Élection de 2024 du 1er district congressionnel du Rhode Island |
| --------------------------------------------------------------- | --------------------------------------------------------------- | --------------------------------------------------------------- | --------------------------------------------------------------- | --------------------------------------------------------------- |
| Parti                                                           | Parti                                                           | Candidat                                                        | Votes                                                           | %                                                               |
|                                                                 | Démocrate                                                       | Gabe Amo (sortant)                                              | TBD                                                             | TBD                                                             |
|                                                                 | Républicain                                                     | Allen Waters                                                    | TBD                                                             | TBD                                                             |
|                                                                 | Indépendant                                                     | Christopher Reynolds                                            | TBD                                                             | TBD                                                             |
| Total des votes                                                 | Total des votes                                                 | Total des votes                                                 | TBD                                                             | 100 %                                                           |
|                                                                 |                                                                 |                                                                 |                                                                 |                                                                 |